# Spigelia splendens
Spigelia splendens là một loài thực vật có hoa trong họ Mã tiền. Loài này được H. Wendl. ex Hook. miêu tả khoa học đầu tiên năm 1861.

## Hình ảnh

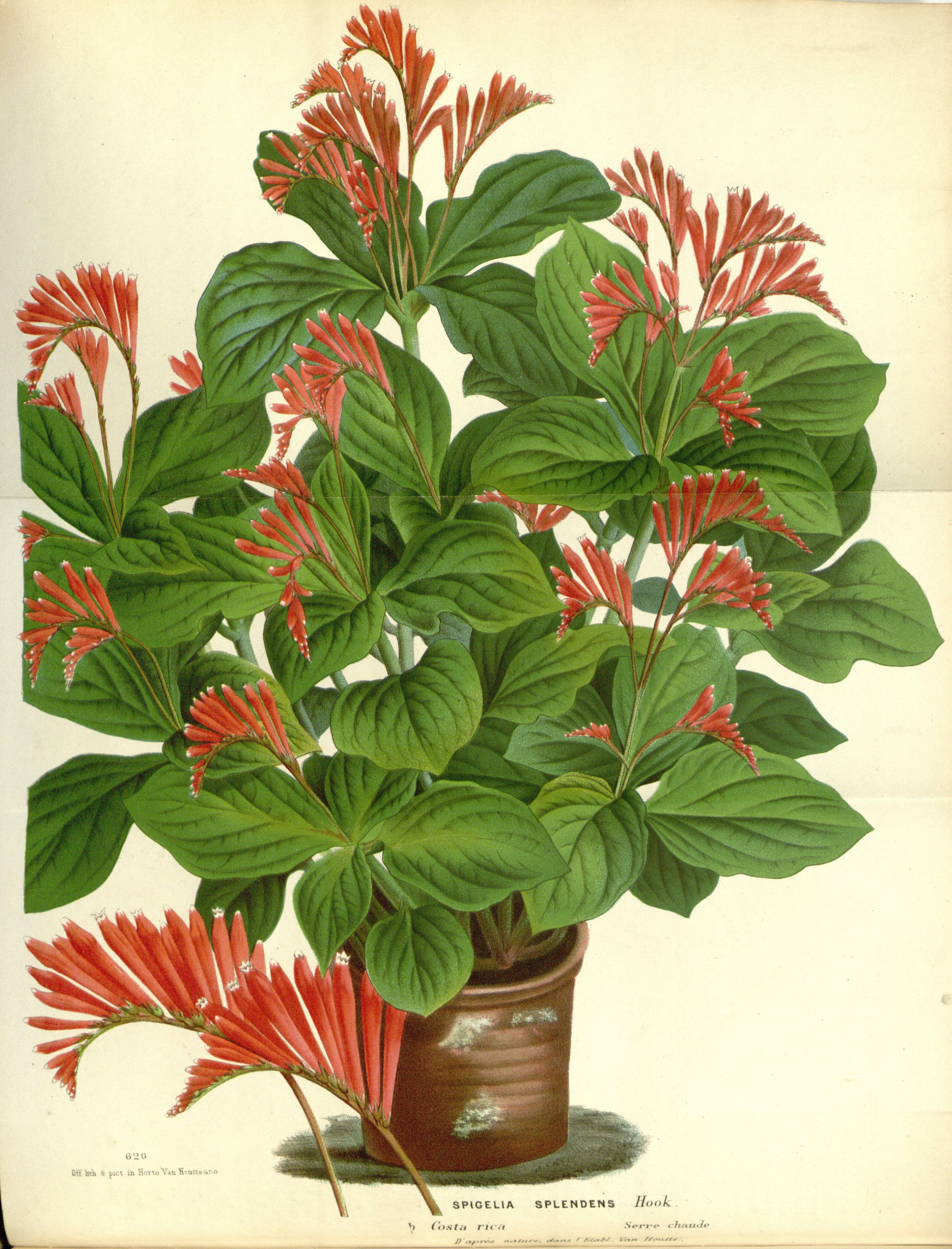